# Regeneración (Doctor Who)

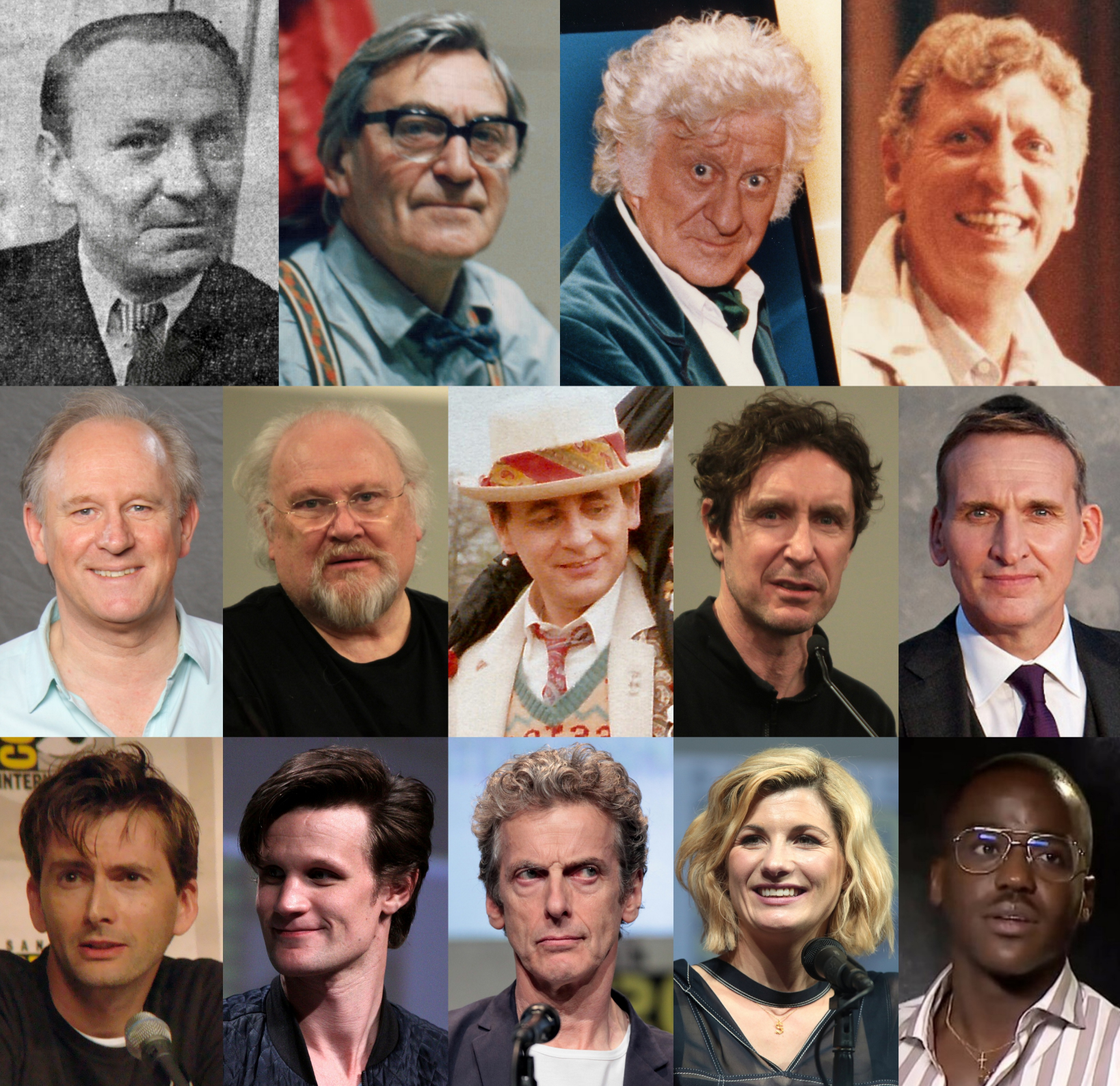
Los distintos actores que han interpretado a "El Doctor" en la serie "Doctor Who"

El término regeneración (también llamado renovación) en el argumento de la serie británica de ciencia ficción Doctor Who, es una habilidad biológica de los Señores del Tiempo, una raza de humanoides procedente del planeta Gallifrey. Este proceso permite a un Señor del Tiempo viejo, enfermo terminal o herido mortalmente entrar en una transformación por la cual reemplazará todas las células enfermas de su cuerpo por células sanas, recuperando la salud y adquiriendo así, al tener las nuevas células también un ADN alterado, una nueva forma física y, al cambiar también las células cerebrales, una personalidad algo diferente. El proceso se ha usado en la serie para presentar a un nuevo actor para el papel del protagonista del programa, conocido como el Doctor.

## Historia conceptual
El papel del Doctor había sido interpretado por William Hartnell desde la creación del programa en 1963. Sin embargo, para 1966 estaba quedando cada vez más evidente que la salud de Hartnell estaba deteriorándose, y cada vez era más difícil trabajar con él. Para cuando se aprobó la segunda historia de la cuarta temporada, The Tenth Planet, se tomó la decisión de reemplazar a Hartnell. El editor de guiones Gerry Davis propuso que, ya que el Doctor ya había sido establecido como alienígena, el personaje podría morir y volver a la vida con un nuevo cuerpo. El productor Innes Lloyd fue más allá y sugirió que el Doctor podría hacer esta "regeneración" regularmente, transformándose de viejo a joven. Esto permitiría cambiar al actor principal cuando fuera necesario. El proceso en sí mismo se inspiró en los "viajes" con LSD, en el sentido de ser la experiencia como "el infernal y húmedo horror" de tomarse la droga.
En la conclusión de The Tenth Planet, el Primer Doctor se derrumba, aparentemente muerto de ancianidad, tras comentar antes que su cuerpo "se estaba debilitando un poco". Entonces, ante los ojos de sus acompañantes Ben y Polly y los de la audiencia, su apariencia se transformó en la del Segundo Doctor, interpretado por Patrick Troughton.
En pantalla el proceso no se llamó "regeneración", sino "renovación". En The Power of the Daleks, la primera historia del Segundo Doctor, este hace una analogía entre la renovación y una oruga que se convierte en mariposa.
En la serie de referencia About Time, Lawrence Miles y Tat Wood apuntan que la revista oficial Doctor Who Monthly dijo en una columna de 1982 que sus lectores no debían confundir las "regeneraciones" de las encarnaciones posteriores con el "rejuvenecimiento" de Hartnell en Troughton. La serie se encargaría de desmentir esta afirmación en la temporada de 2013 en el especial El día del Doctor y el episodio siguiente El tiempo del Doctor, estableciendo clara e indudablemente la cuenta de regeneraciones del Doctor e incluyendo las llamadas "renovaciones" como regeneraciones a todos los efectos.
Al principio no estaba claro si la renovación era una habilidad natural del Doctor o un proceso iniciado mediante tecnología. En Power, el Doctor describe su renovación como una función de la TARDIS, diciendo que "sin ella, él no podría sobrevivir".
Cuando Troughton abandonó la serie en 1969, el Doctor fue renovado otra vez, pero esta vez a la fuerza por los Señores del Tiempo en la conclusión de The War Games, donde lo nombraron simplemente como "cambio de apariencia". Una vez más, se sugirió que era un cambio físico superficial y no de personalidad, aunque el Tercer Doctor de Jon Pertwee también era bastante diferente de su antecesor. Además, este cambió se trató como castigo en lugar de un proceso natural - el Segundo Doctor protesta: "¡No podeis simplemente cambiar mi apariencia sin consultármelo!"
Fue sólo al final de la era del Tercer Doctor, en Planet of the Spiders (1974), cuando el Doctor de Pertwee se convirtió en el Cuarto Doctor de Tom Baker, cuando al cambio se le llamó finalmente "regeneración" y se explicó que era un proceso biológico que ocurría cuando el cuerpo de un Señor del Tiempo se estaba muriendo. También se estableció que tras la regeneración las células cerebrales se alterarían y que su comportamiento sería "errático" durante un tiempo, algo que sería la norma en la mayoría de las regeneraciones posteriores.
Mientras la serie continuó, se fueron introduciendo más aspectos del proceso, pero los conceptos básicos aceptados sin reservas por el público se establecieron en Planet of the Spiders. Sin embargo, también se aceptó que la "renovación" del Primer Doctor al Segundo y el "cambio de apariencia" del Segundo al Tercero eran ambos parte del mismo proceso de regeneración. Y esto se ha visto apoyado en pantalla por diálogos en varios episodios que han enumerado explícitamente el número de veces que se ha regenerado el Doctor, y se han contado los dos primeros cambios, entre otros episodios: Mawdryn Undead (1983), The Five Doctors (1983), Doctor Who: La película (1996), El siguiente Doctor (2008), En el último momento (2010) y El inquilino (2010).

## Transiciones
En la serie clásica, el efecto de regeneración se lograba principalmente mediante el uso de mezcla de video por superposición. Originalmente, el plan era que Hartnell se desmayara al final de The Tenth Planet con la capa tapándole la cara, y al retirarla apareciera Troughton en el siguiente serial. Sin embargo, la mezcladora de visuales Shirley Coward descubrió y aprovechó un problema técnico de la mesa de mezclas que permitía que la imagen de Hartnell fuera sobreexpuesta hasta el punto de que casi toda la pantalla se quedara en blanco, y después al volver atrás apareciera la cara de Troughton. Esto también significaba que la escena de regeneración se podía hacer con ambos actores al final del serial, y se contrató de esta forma a Troughton para participar en ella.
Las siguientes regeneraciones se basaron esencialmente en el mismo método, con o sin efectos adicionales o de maquillaje. La transición del Cuarto al Quinto Doctor utilizó un efecto adicional de maquillaje representando una forma de transición conocida como el Vigilante, pero aparte de eso, otras regeneraciones de la serie clásica se basan simplemente en un fundido entre el actor que se va y el que entra. La transición del Séptimo Doctor al Octavo en Doctor Who: La película se aprovechó del mayor presupuesto y los modernos efectos por ordenador para hacer un morphing entre el rostro de Sylvester McCoy y el de Paul McGann.
Con la excepción de las transiciones del Segundo Doctor al Tercero, cada regeneración apareció en pantalla, con el anterior actor "dando la alternativa" simbólicamente al nuevo. El Segundo Doctor no se vio transformándose de verdad en el Tercero. Simplemente su cara se ocultó en negro al final de The War Games, y al principio de Spearhead from Space (1970) apareció derrumbándose fuera de la TARDIS, ya regenerado.
La regeneración del Sexto Doctor al Séptimo fue la única vez que un solo actor hizo el papel de las dos encarnaciones del Doctor. Colin Baker rechazó la invitación a filmar la secuencia de regeneración al principio de Time and the Rani (1987) por las circunstancias en que la BBC le despidió del papel. Así, Sylvester McCoy tuvo que llevar el vestuario de su predecesor y una peluca rubia rizada, tumbándose boca a bajo, con el efecto de mezcla a la nueva apariencia del Doctor cuando le giraban hacia arriba.
La temporada de 2005, que revivió el programa tras su cancelación 16 años antes, comenzó con el Noveno Doctor ya regenerado, sin explicación de las circunstancias detrás del cambio (aunque diálogos en el episodio de debut, Rose indicaban que el cambio había sido reciente). En la serie documental Doctor Who Confidential, el productor Russell T Davies explicó su razonamiento de que, tras un descanso tan largo, una regeneración en el primer episodio no sólo confundiría a los nuevos espectadores, sino que no tendría ningún impacto dramático, ya que no habría ninguna identificación emocional con el personaje que iba a ser reemplazado. Sería en 2013 cuando se explicaran las circunstancias de la regeneración, en el minisodio La noche del Doctor y al final del especial del 50 aniversario, El día del Doctor.
A partir de la serie moderna se introdujo un efecto estándar, consistente en que el cuerpo del Doctor (o del Señor del Tiempo que se regenere) despida un chorro de luz amarillenta por la cabeza y manos, poniendo los brazos en cruz y arqueando la espalda hacia atrás, quedando en esta posición sin moverse mientras dura el proceso. En unas ocasiones este efecto se acompañaba de un morph informático del rostro de una encarnación a otra, mientras que en otras el cambio se producía en un flash, de un segundo a otro. Así se regeneraron el Doctor en las encarnaciones de la Novena a la Décima, de la Décima a la Undécima, y de la Undécima a la Duodécima, y también se vio las regeneraciones del Octavo al Doctor Guerrero y de este al Noveno Doctor, una regeneración de el Amo, y dos regeneraciones de River Song, así como la generación de un clon del Décimo Doctor en una regeneración semiabortada de este.
Las transiciones del Décimo Doctor al Undécimo, del Undécimo al duodécimo y del Duodécimo a la Decimotercera también mostraron que los chorros de luz que surgen de las manos y la cabeza del Doctor tienen un enorme potencial destructivo. Así, cuando el Décimo Doctor se regeneró en el Undécimo, provocó enormes daños en la Tardis, al grado de provocar un incendio y daños estructurales en la sala principal mientras que las ventanas del exterior de la Tardis estallaron, provocando que la nave se precipitara contra la Tierra que orbitaba en ese momento.
La Undécima encarnación del Doctor aprovechó la potencia destructiva de los chorros de luz para eliminar varios daleks así como para derribar una enorme nave espacial Dalek.
Así como pasó ya con el Décimo Doctor, el Duodécimo, al regenerarse, también destruye la TARDIS, provocando una explosión en el cilindro de la consola lo que conlleva a una gran bola de fuego dentro de la nave, expulsando a la Decimotercera afuera.

## En la serie
El mecanismo exacto que hace la regeneración posible no se explica en la serie de televisión, pero generalmente se asume que la habilidad de regenerarse puede estar enlazada a lo que se conoce como "Imprimátur de Rassilon", el núcleo simbiótico de un Señor del Tiempo que le enlaza a una TARDIS, y permite que su cuerpo resista el estrés molecular del viaje en el tiempo (The Two Doctors, 1985). En La invasión en Navidad (2005) se dice que el ciclo regenerativo genera una gran cantidad de energía que baña por completo el cuerpo del Señor del Tiempo. Como demuestra el Décimo Doctor, en las primeras quince horas tras la regeneración, esta energía es suficiente incluso para hacer crecer rápidamente una mano cortada. Momentos tras su regeneración, el Octavo Doctor tiene una fuerza física suficiente para derribar una puerta de acero y arrancarla de sus goznes. En Matemos a Hitler, River Song logra repeler las balas poco después de regenerarse.
En The Deadly Assassin (1976) se establece por primera vez que un Señor del Tiempo puede regenerarse doce veces antes de morir (con trece encarnaciones en total). Hay excepciones a esta regla, sin embargo; cuando El Amo se encuentra al final de sus regeneraciones, toma posesión del cuerpo de otra persona para seguir viviendo (The Keeper of Traken, 1981), aunque estaba usando la Fuente de Traken para atar su mente al cuerpo. Los Señores del Tiempo tienen la habilidad de prorrogar el límite: en The Five Doctors (1983), el Amo recibe la oferta del Alto Consejo de un nuevo ciclo de regeneraciones a cambio de su ayuda. El hecho de que el Amo está habitando un cuerpo no gallifreyano en ese tiempo implica que es posible garantizarlas a un no gallifreyano, aunque sea uno con una mente de Señor del Tiempo (aunque River Song tiene la capacidad de regenerarse por tener un ADN alterado que tiene similitudes al ADN de Señor del Tiempo, un efecto secundario de ser concebida dentro de la TARDIS). En El sonido de los tambores (2007), se revela que los Señores del Tiempo le regalaron al Amo un nuevo cuerpo durante la Guerra del Tiempo con al menos dos regeneraciones nuevas. Finalmente en El tiempo del Doctor (2013), se confirmó el poder de los Señores del Tiempo, cuando otorgaron al Undécimo Doctor agonizante un nuevo ciclo completo de regeneraciones. Los no gallifreyanos aparecen también regenerándose en Underworld (1978) y Mawdryn Undead (1983), pero con efectos secundarios nefastos. En Mawdryn Undead parece ser resultado de tecnología robada mal utilizada, pero en Underworld se implica que es el resultado inevitable de una tecnología limitada que revigoriza, más que transforma, la apariencia de los sujetos, en este caso los minianos, con los que los Señores del Tiempo compartieron gran parte de su tecnología, regenerando así "el cuerpo, pero no el alma".
En la web de la BBC sobre la cuarta temporada se sugiere que ahora que el orden social de los Señores del Tiempo ha sido destruido, el Doctor podría sortear el límite de regeneraciones; dice: "Ahora que esta gente se ha ido, ¿quién sabe? Los Señores del Tiempo solían tener 13 vidas". En Death of the Doctor (serial de 2010 de The Sarah Jane Adventures), el Undécimo Doctor contesta una pregunta de Clyde Langer diciendo que puede regenerarse "507" veces. En noticiarios anteriores a la emisión del episodio, se sugirió que no habría limitación al número de regeneraciones. El escritor Russell T Davies explicó en una entrevista con SFX que esta línea no había que tomarla en serio y que sólo era un comentario. Insistió en que la regla de las "trece vidas" estaba tan atrincherada en la conciencia del espectador que esta línea de usar y tirar no la afectaría.
En la historia del Cuarto Doctor The Brain of Morbius, el Doctor participa en un "duelo" mental con otro Señor del Tiempo. La máquina a la que ambos conectan sus mentes comienza a proyectar rostros del contendiente que va perdiendo en orden cronológico descendiente. Mientras el Doctor es superado por Morbius, aparecen imágenes del Tercer, Segundo y Primer Doctor, y después aparecen ocho caras más. La narrativa no especifica si eso son rostros de encarnaciones pasadas del Doctor o de Morbius, pero la serie sugiere posteriormente que no pueden serlo. El Doctor en persona ha numerado sus regeneraciones en varias ocasiones, cada vez indicando que la encarnación de William Hartnell era la primera. Por ejemplo, en The Five Doctors, el Quinto Doctor dice que está en su cuarta regeneración, indicando que hay cinco versiones de él, y el Primer Doctor se refiere a sí mismo como "el original". El Quinto Doctor especifica de nuevo claramente en Mawdryn Undead que le quedan ocho encarnaciones. En Doctor Who: La película, el Octavo Doctor dice que "Un Señor del Tiempo tiene trece vidas, y el Amo ha usado todas las suyas", y "en todos mis viajes por el espacio y el tiempo, y acercándose el final de mi séptima vida...". Más recientemente, en El inquilino, después de que el Undécimo Doctor le mostrara a Craig quién era, se señaló la cara y dijo "Undécimo". Clara Oswald también apunta que la encarnación que ella conoce es "el Undécimo Doctor" en El nombre del Doctor.
Con la regeneración viene también un cambio de personalidad. Esto es probablemente un efecto secundario del proceso de transformación física completa, que incluye una alteración de la química del cerebro y su organización sináptica. La audiencia lo ve con más fuerza en los cambios drásticos de personalidad y rasgos del Doctor a lo largo de sus encarnaciones. Sin embargo, parece que el núcleo de la personalidad del Doctor de heroísmo e intolerancia a la injusticia se conservan siempre, así como sus recuerdos. A veces, el Doctor pasa por un periodo de inestabilidad física y psicológica (que puede incluir amnesia parcial, psicosis maníaco-depresiva temporal, desorientación y en una ocasión actuar con violencia contra su acompañante) tras una regeneración, pero no está claro si esto es verdad para todos los Señores del Tiempo, particularmente porque las regeneraciones del Doctor suelen ocurrir tras situaciones estresantes y violentas. A veces las regeneraciones fallan, y pueden requerir asistencia, tecnológica o de otro tipo, o un periodo de convalecencia para completar el proceso satisfactoriamente. The Brain of Morbius sugiere que otros Señores del Tiempo aparte del Doctor pueden tener regeneraciones difíciles, ya que la Hermandad de Karn les había dado un "elixir de vida" que podía ayudar en el proceso.
En algunos casos, encarnaciones potenciales futuras pueden lograr una existencia independiente, aunque temporal. En Planet of the Spiders, un Señor del Tiempo, K'anpo Rinpoche, crea una proyección corpórea de su futura encarnación, que vive esa existencia bajo el nombre de Cho Je hasta que se regenera en esa encarnación. El Valeyard, una "destilación del lado maligno del Doctor, que podía existir potencialmente entre la duodécima y la última encarnaciones", aparece en The Trial of a Time Lord (1986) contra el Sexto Doctor; al Valeyard se le ofrecen las futuras regeneraciones del Doctor que podrían "hacer concreta su potencial existencia". Otro ejemplo es el Vigilante, que se aparece repetidamente al Cuarto Doctor en Logopolis (1981), y que al final se funde con él como parte de su regeneración al Quinto Doctor.
En la película se refiere la habilidad de los Señores del Tiempo de cambiar de especie durante la regeneración, en relación con el Amo. Esto lo apoya la implicación de los Daleks de que la apariencia humana aparente del Primer Doctor no era su forma verdadera (The Daleks' Master Plan, 1965), y la escena de regeneración de la acompañante Señora del Tiempo del Cuarto Doctor, Romana, en Destiny of the Daleks (1979). En esa escena Romana demuestra una aparente habilidad de "probarse" diferentes cuerpos a partir de diferentes especies durante su regeneración antes de decidirse por una humanoide que se parece físicamente a la princesa Astra de Atrios.
Al final de El momento de la despedida (2005), mientras le explica el proceso de regeneración a Rose Tyler, el Noveno Doctor sugiere que su nueva forma podría tener "dos cabezas", o incluso "ninguna cabeza", aunque no está claro si sólo bromeaba. En el miniepisodio de Children in Need Nacido de nuevo que tiene lugar justo después, el recién regenerado Décimo Doctor, mientras examina su nuevo cuerpo, hace un recuento de que tiene dos brazos, dos piernas y dos manos, implicando que las regeneraciones a veces pueden resultar en cuerpos deformados físicamente o no humanoides; si esto es también una broma (o puede ser provocado por el estrés psicológico de la regeneración) no está claro. En la segunda parte de El fin del tiempo (2010), el Undécimo Doctor también hace recuento de ojos, orejas, dedos y piernas, y tras palparse el pelo, incluso se pregunta por un momento si no habrá cambiado de sexo. En un episodio posterior, La mujer del Doctor, el Doctor se refiere a otro Señor del Tiempo, el Corsario, que ha sido hombre y mujer en diferentes encarnaciones, y en la primera parte del final de la octava temporada Dark Water se revela que El Amo se ha regenerado en una mujer.
Si los Señores del Tiempo se reconocen entre regeneraciones no queda claro en la serie de televisión. Por ejemplo, en The Deadly Assassin un antiguo compañero de clase del Doctor, Runcible, tarda en reconocer al Doctor en su cuarta encarnación, y una vez que lo hace, le lleva un tiempo darse cuenta de que su apariencia ha cambiado. Sin embargo, en The Armageddon Factor (1978), Drax, otro antiguo compañero del Doctor, le reconoce inmediatamente aunque no se habían visto desde la Academia (aunque al Doctor le lleva un tiempo recordar a Drax). Poco después, en Destiny of the Daleks, el Doctor no logra reconocer a la recién regenerada y aún por estabilizar Romana. En The Twin Dilemma, el Sexto Doctor achaca el que un viejo amigo Señor del Tiempo no logre reconocerle a "me he regenerado dos veces desde nuestro último encuentro". Sin embargo, en El sonido de los tambores (2007), el Doctor dice que los Señores del Tiempo "siempre" pueden reconocerse unos a otros, y reconoce a primera vista a Harold Saxon como el Amo. Sin embargo, en el mini-episodio Choque temporal, el Quinto Doctor no logra reconocer al Décimo en su primer encuentro, creyendo simplemente que era "un fan" que se había colado en la TARDIS.
Se sugiere en la serie que la regeneración no está garantizada y puede fallar. Después de que su estructura celular sea destrozada por los cristales de Metabelis en Planet of the Spiders, la regeneración del Tercer Doctor necesita "un pequeño empujón" del compañero Señor del Tiempo K'anpo Rimpoche antes de que pueda producirse. Mientras sucumbe al tóxico spectrox en The Caves of Androzani, el Quinto Doctor dice "puede que me regenere... no lo sé... es una sensación distinta esta vez...". Después comienza a alucinar, viendo a sus antiguos acompañantes animándole a sobrevivir mientras el Amo los aparta a todos diciéndole que debe morir. La película de 1996 muestra que la regeneración se retrasó más de tres horas, y el Octavo Doctor después dice que el hecho de que el Séptimo Doctor estuviera anestesiado cuando "murió" pudo haber "destruido el proceso regenerativo", y que estaba "muerto" antes de su regeneración. En muchos episodios, el Doctor duda de su propia supervivencia, aunque no siempre se aclara si cuando lo dice se refiere sólo a esa encarnación en particular. Sólo hay una vez en la que hace una distinción sin ambigüedades entre esos dos supuestos, en El fin del tiempo, cuando dice que para él la regeneración es casi tan mala como la muerte, porque tal y como la ve él, él muere y "un hombre nuevo" se va andando. En The Mind of Evil, el Amo apunta con un arma de fuego y amenaza al Doctor con ponerle una bala en cada uno de sus dos corazones, y en El bosque de los muertos, la profesora Song avisa que la electrocución pararía los dos corazones de Señor del Tiempo y le mataría. En Gira a la izquierda, que presenta una línea temporal alternativa, un miembro de UNIT especula con que el Décimo Doctor murió "demasiado deprisa para poder regenerarse". En la primera parte de El fin del tiempo, el Doctor le dice a Wilfred Mott que si le matan antes de que comience la regeneración, la misma fallará. En El astronauta imposible, una versión futura del Undécimo Doctor es disparado dos veces por el astronauta del título y comienza a regenerarse. Sin embargo, recibe otro disparo y muere, mostrando que no sólo puede morir antes de regenerarse, sino también durante el proceso (aunque más tarde, en La boda de River Song, se revela que lo que mataron fue en realidad un avatar mecánico del Doctor y no al Doctor en persona, lo que cuestiona esto). Posteriormente, cuando se descubre la encarnación del Doctor Guerrero, se confirma que el Doctor está viviendo su última vida y no puede regenerarse más, de manera que esta encarnación no podría sufrir ninguna regeneración.

### Las regeneraciones del Doctor
Las regeneraciones oficiales del Doctor fueron las siguientes:
| Orden por... | Orden por... | Doctores involucrados | Doctores involucrados | Episodio/Serial            | Episodio/Serial | Circunstancias |
| ...argumento | ...emisión   | Doctor saliente       | Doctor entrante       | Título                     | Año             | Circunstancias |
| ------------ | ------------ | --------------------- | --------------------- | -------------------------- | --------------- | --- |
| 1            | 1            | Primer Doctor         | Segundo Doctor        | The Tenth Planet           | 1966            | Tras debilitarse progresivamente por su extrema vejez, el Doctor se derrumba en la TARDIS al final de su primera batalla contra los Cybermen. |
| 2            | 2            | Segundo Doctor        | Tercer Doctor         | The War Games              | 1969            | Esta regeneración fue un "cambio de apariencia" forzoso y un exilio a la Tierra impuesto al Doctor por los Señores del Tiempo. |
| 3            | 3            | Tercer Doctor         | Cuarto Doctor         | Planet of the Spiders      | 1974            | El Doctor sufrió un envenenamiento radioactivo mortal en la cueva de cristales de la Grande en el planeta Metebelis 3. |
| 4            | 4            | Cuarto Doctor         | Quinto Doctor         | Logopolis                  | 1981            | El Doctor se despeña desde lo alto del radiotelescopio del Proyecto Pharos durante un enfrentamiento con el Amo. |
| 5            | 5            | Quinto Doctor         | Sexto Doctor          | The Caves of Androzani     | 1984            | El Doctor se envenena accidentalmente con una droga llamada Spectrox. |
| 6            | 6            | Sexto Doctor          | Séptimo Doctor        | Time and the Rani          | 1987            | El Doctor sufre heridas sin especificar cuando la Rani ataca la TARDIS y provoca que se estrelle. |
| 7            | 7            | Séptimo Doctor        | Octavo Doctor         | Doctor Who: La película    | 1996            | El Doctor muere en San Francisco durante una operación cardiaca de una doctora que no estaba familiarizada con la fisiología de los Señores del Tiempo, tras ser hospitalizado por heridas de bala no mortales. |
| 8            | 11           | Octavo Doctor         | Doctor Guerrero       | La noche del Doctor        | 2013            | Intentando salvar a una piloto en una nave a la deriva, el Doctor se estrella en el planeta Karn, donde se reencuentra con la Hermandad (véase The Brain of Morbius), quienes, al encontrarle ya muerto, le resucitan gracias al Elixir de la Llama de la Vida, y le permiten escoger la personalidad que desea tener en su próxima regeneración. El Doctor escoge la personalidad de un guerrero para participar en la Guerra del Tiempo. |
| 9            | 12           | Doctor Guerrero       | Noveno Doctor         | El día del Doctor          | 2013            | Nada más terminar la Guerra del Tiempo, la extrema vejez del Doctor activa la regeneración al igual que sucedió en la primera regeneración. |
| 10           | 8            | Noveno Doctor         | Décimo Doctor         | El momento de la despedida | 2005            | El Doctor sufre una degeneración celular masiva tras absorber la energía del Vórtice del Tiempo de Rose Tyler, quien a su vez la había absorbido del corazón de la TARDIS. |
| 11           | 9            | Décimo Doctor         | Doctor Metacrítico    | El fin del viaje           | 2008            | Después de que un Dalek dispare en el pecho al Doctor, se activa una regeneración que él manipula dirigiendo la energía regenerativa a una mano cortada suya (véase La invasión en Navidad), curándose y así evitando el cambio de apariencia y personalidad, permaneciendo por tanto como el Décimo Doctor, y provocando, con la participación accidental de Donna Noble, el nacimiento del Doctor Metacrítico, un clon semihumano del Décimo Doctor. |
| 12           | 10           | Décimo Doctor         | Undécimo Doctor       | El fin del tiempo          | 2010            | El Décimo Doctor sufre un envenenamiento radioactivo al salvar la vida a Wilfred Mott. |
| 13           | 13           | Undécimo Doctor       | Duodécimo Doctor      | El tiempo del Doctor       | 2013            | El Doctor queda atrapado en el planeta Trenzalore, defendiéndolo durante muchos siglos, durante los cuales va envejeciendo hasta llegar al borde de la muerte definitiva, al haber agotado todas sus regeneraciones previamente. En el último momento, los Señores del Tiempo, desde una de las grietas del universo, le envían un nuevo juego de regeneraciones, y así el Doctor puede iniciar el proceso. |
| 14           | 14           | Duodécimo Doctor      | Decimotercer Doctor   | Twice Upon a Time          | 2017            | El Doctor viaja a una enorme nave que alberga a la primera generación de Cybermen de Mondas. Inicia una ofensiva en solitario contra un ejército de Cybermen. Uno le ataca directamente con su rayo e inicia la regeneración aunque tras una explosión se detiene. Brevemente resucitado por su acompañante Bill Potts, inicialmente el Doctor se niega a regenerarse. Trasladado al polo sur por la Tardis, se encuentra con su primera encarnacion que también se niega a regenerarse. Finalmente acaba aceptando que el universo lo necesita y se sube en solitario a la Tardis. Tras un diálogo en el que se aconseja a sí mismo permite que la regeneración se active destrozando la sala de control principal de la Tardis. |
| 15           | 15           | Decimotercer Doctor   | Decimocuarto Doctor   | The Power of the Doctor    | 2022            | Luego de frustrar los planes del Amo, que buscaba destruir la Tierra junto a los Daleks y los Cybermen, es atacada por el rayo del Qurunx, un ser de energía esclavizado por su archienemigo. Llevada en brazos por su acompañante Yasmin Khan a la Tardis, ella decide despedirse y dejarla en su hogar antes de iniciar su proceso de regeneración, el cual realiza en un acantilado fuera de la máquina del tiempo. |
| 16           | 16           | Decimocuarto Doctor   | Decimoquinto Doctor   | The Giggle                 | 2023            | Tras perder en su último juego con el Juguetero, éste activa un rayo galvánico en el edificio de UNIT y ataca al Doctor. Éste cae y, luego de afirmar sentir una sensación extraña, es tirado de sus brazos por Donna Noble y Mel Bush, activando una "bigeneración", saliendo de su cuerpo el Decimoquinto Doctor y sin necesidad de cambiar su apariencia, coexistiendo ambos a la vez y sanando su cuerpo original. |

Como se ha notado, el Doctor suele pasar por un periodo de inestabilidad física y mental tras la regeneración, y algunas experiencias post-regenerativas han sido más difíciles que otras. El Segundo Doctor sufre una insoportable migraña acompañada de un pitido estridente, golpes dentro de su cabeza y visión nublada que le duran unos segundos tras recuperar el conocimiento tras la regeneración. El Tercer Doctor se desmaya al salir de la TARDIS ya regenerado, y permanece inconsciente en cama en el hospital un tiempo. El Cuarto Doctor se comporta erráticamente, delirando con recuerdos de aventuras anteriores, teniendo comportamientos extraños como saltar a la comba, y después no recordando al principio a sus compañeros hasta que vuelve en sí. El Quinto Doctor (en Castrovalva) comienza a regresar a sus personalidades anteriores, y el Sexto Doctor experimenta paranoia extrema, entrando en una ira asesina que le lleva a intentar estrangular a su acompañante (The Twin Dilemma, 1984). El Séptimo Doctor sufre una breve amnesia, potenciada por una droga inyectada por la Rani.
El Octavo Doctor experimenta amnesia completa tras el trauma post-regenerativo, teniendo en cuenta que pasó varias horas en muerte clínica. La regeneración del Noveno al Décimo Doctor ve un ataque de locura maníaca (especial Nacido de nuevo) seguido de casi quince horas de coma (La invasión en Navidad). El Undécimo Doctor, nada más regenerarse, ve a la pequeña Amy Pond, y eso hace que su rostro se imprima en su cerebro como un polluelo cuando ve por primera vez a su madre. Además, sufre desorientación chocándose con un árbol y teniendo un comportamiento extraño como comer varias cosas y escupirlas al resultarles insoportablemente desagradables, decidiéndose por una extravagante combinación de palitos de pescado con natillas. Este comportamiento se mantendrá hasta que Amy ya adulta tras un viaje del Doctor en la TARDIS le dé un golpe en la cabeza, volviendo entonces a la normalidad. Por su parte, el Duodécimo Doctor, nada más regenerarse sufre un episodio de amnesia y olvida cómo se manejan los controles de la TARDIS.
En el final de la cuarta temporada, El fin del viaje, el Décimo Doctor herido logra evitar una regeneración completa canalizando "el exceso de energía regenerativa" en su mano cortada, permitiéndole curarse sin cambiar de forma. El miembro acabará desarrollándose y formando un clon semihumano cuando Donna Noble lo toca; el evento provoca una "metacrisis Humano-Señor del Tiempo" "de doble camino" que le da a Donna una mente de Señor del Tiempo. El Décimo Doctor descubre su futura muerte en El planeta de los muertos; en El fin del tiempo se lamenta que aunque sobreviva mediante la regeneración, la muerte de su personalidad y rasgos actuales para él son muy parecidos a una muerte de verdad. Sus últimas palabras fueron "No quiero morir". Como se mencionó antes, en El astronauta imposible, un futuro Undécimo Doctor es disparado dos veces y comienza a regenerarse, pero recibe otro disparo y muere antes de completarse el proceso.
La TARDIS parece servir de ayuda en el proceso regenerativo, tal y como sugiere el Doctor al decir esto poco después de regenerarse desde el Primero. Esto lo refuerza Jack Harkness y su insistencia de que llevaran al Doctor dentro de la TARDIS después de que un Dalek le disparara en La Tierra robada. En las cuatro ocasiones en que se ha regenerado fuera de la TARDIS, una fue forzada por los Señores del Tiempo (del Segundo al Tercer Doctor en The War Games), otra requirió a otro Señor del Tiempo para que le diera "un pequeño empujón" a las células para que comenzaran el proceso (Tercero al Cuarto, Planet of the Spiders), otra requirió de la "Habitación Cero" de la TARDIS, una cámara sellada de todas las fuerzas exteriores, para ayudarle a recuperarse (Cuarto al Quinto, Castrovalva) y la última ocurre varias horas tras su "muerte" (Doctor Who: La película). La regeneración del Séptimo al Octavo es la única que tiene lugar muy lejos de la TARDIS y sin interacción aparente de ningún Señor del Tiempo, y provocó una amnesia casi completa que duró prácticamente un día hasta que un evento dentro de la TARDIS provocó la vuelta de sus recuerdos. Por su parte, el Undécimo Doctor inició el proceso de regeneración estando fuera de la TARDIS, pero pudo acumular la energía regenerativa para lanzar un ataque contra los Daleks. En este caso, aunque la liberación de energía se produjo fuera de la TARDIS, la regeneración real se produjo más tarde dentro de ella. Esta regeneración puede considerarse como especial ya que fue la primera de un nuevo ciclo de regeneraciones que le otorgaron los Señores del Tiempo. De hecho, el Undécimo Doctor, anciano, no se transformó en el Duodécimo inmediatamente, sino que recuperó su apariencia juvenil durante un rato. Como él mismo indicó, esto era un "reinicio", producto del nuevo ciclo de regeneraciones que había recibido, de tal manera que el cambio al Duodécimo Doctor se produjo repentinamente.

### Regeneración de Romana
La escena cómica de regeneración de Romana en Destiny of the Daleks contrasta marcadamente con las transformaciones del Doctor. En el primer episodio del serial, Romana pasa por la regeneración, y en el proceso se prueba diferentes formas como quien se prueba diferentes vestidos, antes de decidir adoptar la apariencia de la princesa Astra, un personaje que conocieron en la anterior aventura, The Armageddon Factor.

### Regeneración del Amo
El Amo se ha regenerado una vez en pantalla, en el episodio de 2007 titulado Utopía. Tras ser disparado mortalmente por la criatura insectoide Chantho, el Amo se regenera desde la encarnación conocida como profesor Yana, interpretada por Derek Jacobi, en la siguiente encarnación, interpretada por John Simm. Antes de regenerarse, el Amo expresa su deseo de volverse "joven y fuerte" como el Décimo Doctor. El efecto usado para esta regeneración, aunque similar al del Noveno, Décimo y Undécimo Doctor, es notablemente más brillante y colorido, usando un espectro de colores psicodélicos.
Antes, el Amo había aparecido poseyendo cuerpos no gallifreyanos para prolongar su vida. El primero fue el de un Trakenita llamado Tremas en The Keeper of Traken, y el segundo el de un humano llamado Bruce en Doctor Who: La película. En The Deadly Assassin se dice que el Amo había usado todas sus regeneraciones, y de ahí su apariencia decrépita en ese serial. Está intentando usar los artefactos de Rassilon para obtener un nuevo ciclo, pero el proceso destruiría Gallifrey, por lo que el Doctor interviene. En The Five Doctors, el Alto Consejo de Gallifrey ofrece al Amo, ahora en posesión del cuerpo de un trakenita, un nuevo ciclo regenerativo a cambio de su ayuda. Aunque no hay indicación de que recibiera ese nuevo ciclo, en Utopía se regenera naturalmente, y en El sonido de los tambores indica que los Señores del Tiempo le resucitaron para luchar en la Guerra del Tiempo, recibiendo así una nueva prolongación de su vida.
En El último de los Señores del Tiempo, el Amo demuestra que la regeneración no es un proceso automático (o lo es, pero puede ser evitado con fuerza de voluntad), rechazando regenerarse después de que Lucy Saxon le dispare, a pesar de los ruegos del Doctor. El Amo regresa en El fin del tiempo, resucitado con el mismo cuerpo con el que murió. Después dice que se lamenta de ello, sugiriendo que eso no era lo que pretendía.

### Otras regeneraciones
En el estreno del spin-off de 2009 K-9, el K-9 Modelo I original reaparece y es destruido, pero le habían instalado un "circuito de regeneración" que provocó su "regeneración" en un modelo más sofisticado por CGI.
En La hija del Doctor (2008), usan el ADN del Doctor para crear una "hija", Jenny (Georgia Moffett) que muestra algunos, pero no todos los rasgos de los Señores del Tiempo. En el final del episodio, la disparan en el pecho y parece morir. Sin embargo, después de que se hayan ido el Doctor y sus acompañantes, resucita milagrosamente expeliendo energía por la boca que, ambiguamente, parece energía regenerativa o energía emitida por el dispositivo de restauración planetaria del mismo episodio. La pregunta de si esta es o no una auténtica regeneración queda sin respuesta, ya que Jenny no cambia de apariencia.
En El día de la Luna (2011), una niña camina por Nueva York al final del episodio. Cuando un vagabundo le pregunta si está bien, ella le dice que todo va bien, que se está muriendo, pero que puede arreglarlo. Después comienza a regenerarse al estilo de la serie moderna. En Matemos a Hitler se revela que esta niña era Melody Pond y que se regeneró en un bebé. Esta forma creció como la mejor amiga de Amy Pond, Mels (Nina Toussaint-White), que después cambió en la forma de River Song interpretada por Alex Kingston.

### Transferencias de energía regenerativa
En Mawdryn Undead (1983), se menciona por primera vez que un Señor del Tiempo puede transferir su esencia vital regenerativa a otro sujeto. En esa historia, el Quinto Doctor es extorsionado por Mawdryn para que renuncie a sus futuras regeneraciones y cure a Nyssa y Tegan Jovanka de la enfermedad de Mawdryn. Aunque la transferencia no llegó a ocurrir gracias a la intervención justo a tiempo del Brigadier, el Doctor dice que la consecuencia de tal transferencia hubiera sido el sacrificio de sus ocho vidas restantes y el dejar de ser un Señor del Tiempo. El argumento principal de la película de 1996 era el intento por parte del Amo del robo de las restantes regeneraciones del Doctor para quedárselas él. No es hasta Matemos a Hitler (2011) que se ve la transferencia en pantalla. En esa ocasión, River sacrifica todo su poder regenerativo para resucitar al Undécimo Doctor. Él le devolverá el favor en Los ángeles toman Manhattan, donde el Doctor cura la muñeca rota de River Song utilizando para ello una parte de su energía regenerativa.